# Les Portes du Coglais
Les Portes du Coglais ist eine französische Gemeinde mit 2.235 Einwohnern (Stand 1. Januar 2022) im Département Ille-et-Vilaine in der Bretagne. Sie gehört zum Arrondissement Fougères-Vitré und zum Kanton Val-Couesnon.
Sie entstand mit Wirkung vom 1. Januar 2017 als Commune nouvelle durch die Fusion der bisherigen Gemeinden Coglès, Montours und La Selle-en-Coglès.

## Gliederung
| Ortsteil                     | ehemaliger INSEE-Code | Fläche (km²) | Höhenlage (m) |       | Dichte (Einw. je km²) |
| ---------------------------- | --------------------- | ------------ | ------------- | ----- | --------------------- |
| Coglès                       | 35083                 | 17,21        | 70–142        | .0629 | 37,1                  |
| Montours (Verwaltungssitz)00 | 35191                 | 15,27        | 108–184       | 1.045 | 70,2                  |
| La Selle-en-Coglès           | 35323                 | 08,23        | 93–138        | .0561 | 69,7                  |

## Lage
An der nördlichen Gemeindegrenze ist der Oberlauf des Flusses Guerge. Im Nordwesten bildet der Tronçon die Grenze zum benachbarten Département Manche in der Normandie.
Les Portes du Coglais hat folgende acht Gemeinden als Nachbarn:
- Le Ferré im Norden,
- Poilley im Nordosten,
- Le Châtellier im Osten,
- Saint-Germain-en-Coglès im Südosten,
- Saint-Étienne-en-Coglès im Süden,
- Tremblay im Südwesten,
- Saint-Ouen-la-Rouërie im Westen sowie
- Saint James (Manche) im Nordwesten

## Bevölkerungsentwicklung
| Gemeinde                   | Einwohnerzahlen (Census) |      |      |      |      |      |      |      |      |      |      |
| Gemeinde                   | 1962                     | 1968 | 1975 | 1982 | 1990 | 1999 | 2006 | 2008 | 2011 | 2013 | 2016 |
| -------------------------- | ------------------------ | ---- | ---- | ---- | ---- | ---- | ---- | ---- | ---- | ---- | ---- |
| Coglès                     | 856                      | 795  | 730  | 652  | 609  | 566  | 632  | 633  | 648  | 640  | 661  |
| Montours                   | 1088                     | 1040 | 940  | 807  | 810  | 806  | 929  | 960  | 1037 | 1070 | 1078 |
| La Selle-en-Coglès         | 589                      | 580  | 510  | 491  | 461  | 447  | 545  | 572  | 604  | 620  | 638  |
| Les Portes du Coglais00    | 2533                     | 2415 | 2180 | 1950 | 1880 | 1819 | 2106 | 2165 | 2289 | 2330 | 2377 |
| Quellen: Cassini und INSEE |                          |      |      |      |      |      |      |      |      |      |      |

Die (Gesamt-)Einwohnerzahlen der Gemeinde Les Portes du Coglais wurden durch Addition der bis Ende 2016 selbständigen Gemeinden ermittelt.

## Verwaltung
Das neue Bürgermeisteramt (Mairie) befindet sich in Montours. Die drei bisherigen Gemeinden haben die Funktion einer Commune déléguée innerhalb der Commune nouvelle Les Portes du Coglais.